# Cantiamo con gioia

Copertina del disco

Etichetta del disco (Lato A)

Cantiamo con gioia è un album in studio di Giovanni Maria Rossi e arrangiato dal maestro Marcello Giombini, pubblicato dalla Pro Civitate Christiana nel 1970. È stato interpretato dal gruppo beat Clan Alleluia, con la voce solista di Ernesto Brancucci.

## Tracce
Lato A
- Siamo i benvenuti
- Signore, pietà
- Gloria
- Alleluja

Lato B
- Santo
- Agnello di Dio
- Come unico pane
- Cristo è venuto tra noi

## Formazione
- Maria Cristina Brancucci - voce
- Ernesto Brancucci - voce
- Margherita Brancucci - voce
- Alessandro Colavicchi - voce
- Mario Dalmazzo - voce
- Amalia de Rita - voce
- Luigi Romagnoli - voce
- Marinella Viri - voce
- Guido Antonini - batteria
- Alberto Ciacci - percussioni
- Gerolamo Gilardi - chitarra
- Marcello Giombini - organo
- Mario Molino - chitarra